# L'Adorable Corps de Deborah
Pour plus de détails, voir Fiche technique et Distribution.
L'Adorable Corps de Deborah (Il dolce corpo di Deborah) est un giallo franco-italien, réalisé par Romolo Guerrieri, sorti en 1968, avec Carroll Baker, George Hilton, Jean Sorel, Evelyn Stewart et Luigi Pistilli dans les rôles principaux.

## Synopsis
Marcel (Jean Sorel) revient en Suisse après plusieurs années d'absences, accompagné de sa nouvelle fiancée, Deborah (Carroll Baker). Ils font la rencontre de Philippe (Luigi Pistilli), un ancien ami de Marcel. Philippe accuse Marcel d'être le responsable de la mort de Suzanne Boileau (Evelyn Stewart), l'ancienne amour de Marcel qui s'est suicidée après leur rupture. Par remords, Marcel se rend chez la famille Boileau avec Deborah et y trouve une maison vide et étrange ou il reçoit par téléphone des menaces de mort. Le couple fuit à Nice et est vite confronté à un voisin envahissant, Robert (George Hilton).

## Fiche technique

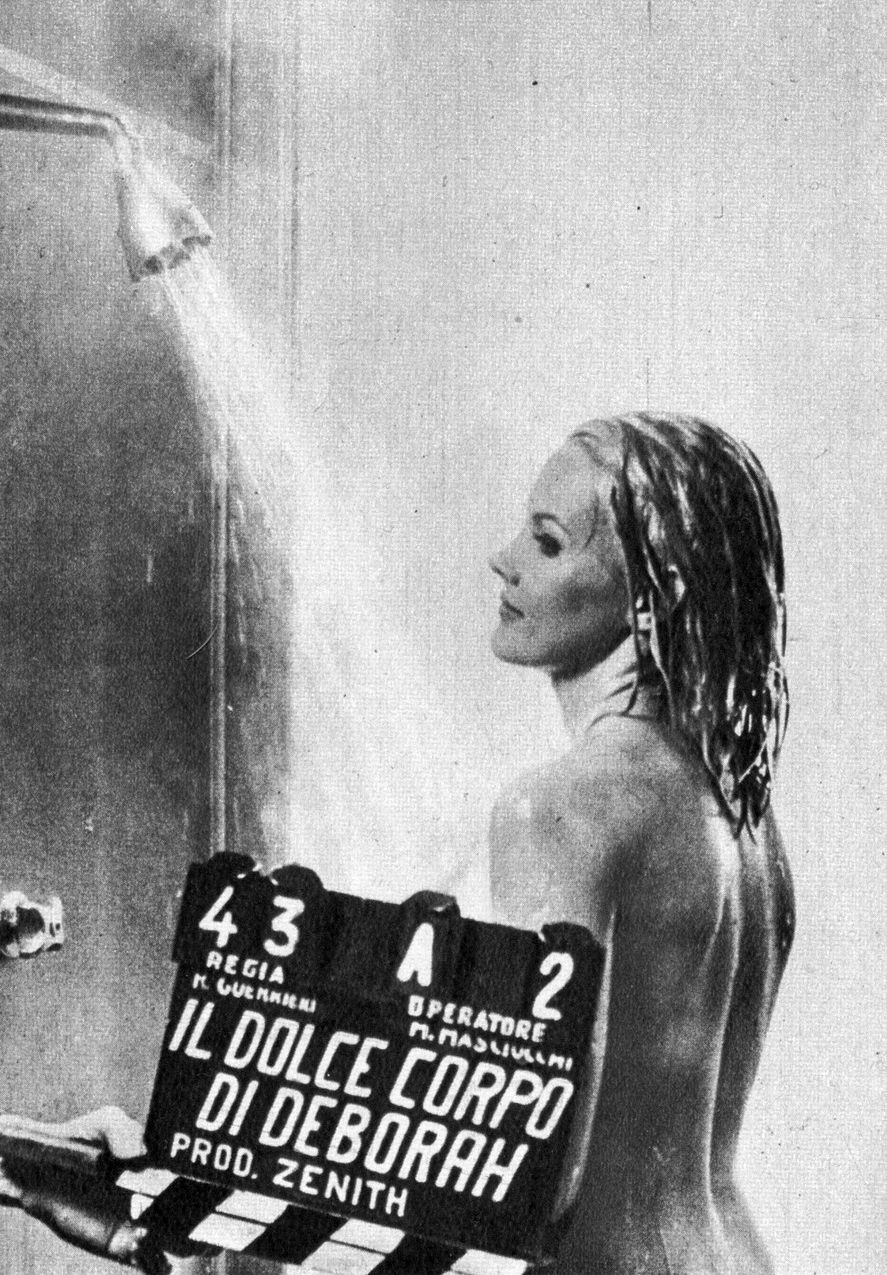
Carroll Baker, photo de tournage.

- Titre : L'Adorable Corps de Deborah
- Titre original : Il dolce corpo di Deborah
- Réalisation : Romolo Guerrieri
- Scénario : Ernesto Gastaldi et Luciano Martino
- Photographie : Marcello Masciocchi
- Musique : Nora Orlandi
- Montage : Eugenio Alabiso
- Décors : Amedeo Fago (it)
- Costumes : Gaia Romanini
- Production : Tony Garnett (en), Mino Loy et Luciano Martino
- Société(s) de production : Compagnie cinématographique de France, Flora Film et Zenith Cinematografica
- Pays d'origine :  Italie et  France
- Genre : giallo
- Durée : 95 minutes
- Dates de sortie :
  -  Italie : 20 mars 1968
  -  France : 7 février 1969

## Distribution
- Carroll Baker : Deborah
- George Hilton : Robert
- Jean Sorel : Marcel
- Evelyn Stewart : Suzanne Boileau
- Luigi Pistilli : Philippe
- Michel Bardinet : le commissaire de police
- Valentino Macchi : le garagiste
- Mirella Pamphili : la standardiste
- Giuseppe Ravenna : l'aubergiste
- Renato Montalbano

## Autour du film
- Ce film a été tourné dans les studios Incir de Paolis et dans le frazione d'Olgiata à Rome en Italie, à Nice en France et à Genève en Suisse.